# Sumiton
Sumiton is een plaats (city) in de Amerikaanse staat Alabama, en valt bestuurlijk gezien onder Jefferson County en Walker County.

## Demografie
Bij de volkstelling in 2000 werd het aantal inwoners vastgesteld op 2665.
In 2006 is het aantal inwoners door het United States Census Bureau geschat op 2588, een daling van 77 (-2,9%).

## Geografie
Volgens het United States Census Bureau beslaat de plaats een oppervlakte van
13,7 km², geheel bestaande uit land.

## Plaatsen in de nabije omgeving
De onderstaande figuur toont de plaatsen in een straal van 16 km rond Sumiton.